# Trophée des champions 2015 (handball)
Navigation
Trophée des champions 2014 Trophée des champions 2016
Le Trophée des champions 2015 est la sixième édition du Trophée des champions, compétition française de handball organisée par la Ligue nationale de handball. La compétition est organisée à Rezé dans la banlieue sud nantaise en France et se déroule les 4 et 5 septembre 2014.

## Lieu de compétition
En janvier 2013, un accord est trouvé entre la Ligue nationale de handball et la Fédération tunisienne de handball pour l’organisation des éditions 2013, 2014 et 2015 du Trophée des champions en Tunisie. Toutefois, dès 2013, la situation préoccupante et l’instabilité politique qui secouent la Tunisie inquiètent les dirigeants de la LNH au point d’envisager son repli en France. Si les éditions 2013 et 2014 ont finalement bien lieu en Tunisie, l’attaque du musée du Bardo (21 morts) le 18 mars 2015 puis l’Attentat de Sousse (39 morts) le 26 juin 2015 conduit à nouveau la LNH à s’interroger sur l’organisation de la compétition en Tunisie, d’autant plus que c’est justement à Sousse que doivent être logées les équipes et que les matchs se déroulent à Monastir dans un gymnase situé au milieu de nulle part, à 45 minutes minimum des hôtels. Parmi les solutions de repli, le Qatar, où sera vraisemblablement organisée la compétition dans les prochaines années, et plusieurs lieux en France sont envisagés. Finalement, la LNH a décidé de programmer la compétition dans la banlieue sud de Nantes à Rezé à la salle de la Trocardière (4500 places) sans changer les dates (vendredi 4 et samedi 5 septembre).

## Équipes engagées
Quatre équipes participent à cette compétition :
- le Paris Saint-Germain, champion de France 2013-2014 et vainqueur de la Coupe de France 2013-2014 ;
- le Montpellier Handball, deuxième du championnat de France 2013-2014 ;
- le Saint-Raphaël Var Handball, troisième du championnat de France 2013-2014 ;
- le HBC Nantes, vainqueur de la Coupe de la Ligue 2013-2014 ;

## Résultats

### Tableau récapitulatif
|  | Demi-finales         | Demi-finales        |                        |    | Finale | Finale |
|  | Demi-finales         | Demi-finales        |                        |    | Finale | Finale |
|  |                      |                     |                        |    |        |        |
|  |                      |                     |                        |    |        |        |
|  |                      |                     |                        |    |        |        |
|  | Montpellier Handball | 25                  |                        |    |        |        |
|  | Montpellier Handball | 25                  |                        |    |        |        |
|  | Saint-Raphaël VHB    | 30                  |                        |    |        |        |
|  | Saint-Raphaël VHB    | 30                  | Saint-Raphaël VHB      | 27 |        |        |
|  |                      |                     | Saint-Raphaël VHB      | 27 |        |        |
|  |                      | Paris Saint-Germain | 29                     |    |        |        |
|  | Paris Saint-Germain  | Paris Saint-Germain | 29                     | 30 |        |        |
|  | Paris Saint-Germain  |                     |                        | 30 |        |        |
|  | HBC Nantes           | 28                  |                        |    |        |        |
|  | HBC Nantes           | 28                  | Match pour la 3e place |    |        |        |
|  |                      |                     |                        |    |        |        |
|  |                      |                     |                        |    |        |        |
|  |                      |                     |                        |    |        |        |
|  | Montpellier Handball | 34                  |                        |    |        |        |
|  | Montpellier Handball | 34                  |                        |    |        |        |
|  | HBC Nantes           | 30                  |                        |    |        |        |
|  | HBC Nantes           | 30                  |                        |    |        |        |

### Demi-finales
| 4 septembre 2015 18h15 | Montpellier Handball | 25 - 30  | Saint-Raphaël Var Handball | salle de la Trocardière, Rezé, France Arbitrage : Charlotte et Julie Bonaventura |
| 4 septembre 2015 18h15 | Borut Mačkovšek 5    | (9 - 18) | Alexandru Șimicu 8         | salle de la Trocardière, Rezé, France Arbitrage : Charlotte et Julie Bonaventura |
| 4 septembre 2015 18h15 | ×1 ×3 ×1*            | Rapport  | ×4 ×3 ×1*                  | salle de la Trocardière, Rezé, France Arbitrage : Charlotte et Julie Bonaventura |

* Disqualifications de Jan Stehlik puis de Jure Dolenec.
Face à une équipe de Montpellier diminuée par les blessures (Simonet, Kavticnik, Gaber, Grébille, Guigou), Saint-Raphaël réalise une excellente prestation en première mi-temps, terminée avec une large avance (18-9). Piqués au vif, les hommes de Patrice Canayer ont ensuite superbement réagi en début de seconde période, en passant un improbable 7-0 à leurs adversaires (16-18, 37e). Un coup de chaud finalement bien géré par la troupe de la recrue roumaine Alexandru Șimicu (7 buts au total), et ce malgré un bon Arnaud Siffert dans le but (11 arrêts). 
| 4 septembre 2015 20h45 | Paris Saint-Germain | 30 - 28   | HBC Nantes      | salle de la Trocardière, Rezé, France Arbitrage : Thierry Dentz et Denis Reibel |
| 4 septembre 2015 20h45 | Mikkel Hansen 9     | (15 - 13) | Valero Rivera 8 | salle de la Trocardière, Rezé, France Arbitrage : Thierry Dentz et Denis Reibel |
| 4 septembre 2015 20h45 | ×3 ×5               | Rapport   | ×3 ×5           | salle de la Trocardière, Rezé, France Arbitrage : Thierry Dentz et Denis Reibel |

Poussé par le public de la salle de la Trocardière, Nantes a entamé le match pied au plancher, derrière un Nicolas Claire toujours revanchard face à son club formateur (11-12, 26e). Encore en rodage, les Parisiens vont toutefois créer un premier écart en fin de première période, pour rentrer au vestiaire avec deux longueurs d'avance (15-13). 
Pas de quoi décourager les joueurs de Thierry Anti, portés par le duo défensif Gharbi-Feliho et l'efficacité de Valero Rivera avec ses 8 buts (24-24, 51e). Sans briller, mais sans s'affoler non plus, les hommes de Noka Serdarušić vont finalement asseoir leur domination grâce à l'expérience de leurs individualités, Mikkel Hansen (9 buts) et Nikola Karabatic (5 buts) en tête.

### Match pour la troisième place
| 5 septembre 2015 17h00 | Montpellier Handball | 34 - 30   | HBC Nantes       | salle de la Trocardière, Rezé, France Arbitrage : Charlotte et Julie Bonaventura |
| 5 septembre 2015 17h00 | Borut Mačkovšek 8    | (15 - 12) | Nicolas Claire 8 | salle de la Trocardière, Rezé, France Arbitrage : Charlotte et Julie Bonaventura |
| 5 septembre 2015 17h00 | ×3 ×5                | Rapport   | ×1 ×2            | salle de la Trocardière, Rezé, France Arbitrage : Charlotte et Julie Bonaventura |

Frustrés par leur prestation face à Saint-Raphaël en demi-finales, le MHB avait à cœur de mieux faire, et ce malgré son armée de blessés. Bien plus appliqués que la veille, les hommes de Patrice Canayer ont profité de la belle forme de Baptiste Bonnefond (6 buts) pour faire un petit écart à la mi-temps (15-12). De leur côté, les Nantais ont montré un visage un peu moins conquérant que lors de leur demi-finale  : jamais largués (25-24, 49e), les Nantais n'ont toutefois jamais réussi à passer devant au tableau d'affichage, et ce malgré la belle partie du surprenant du quatrième gardien du club, Robin Cantegrel (10 arrêts), et à l'efficace Nicolas Claire (8 réalisations). Un dernier coup d'accélérateur des Héraultais, emmenés par un intenable Borut Mačkovšek (8 buts), permet de prendre 5 buts d'avance (30-25, 53e) pour finalement s'imposer 34 à 30.

### Finale
| 5 septembre 2015 19h30 | Paris Saint-Germain | 29 - 27   | Saint-Raphaël Var Handball | salle de la Trocardière, Rezé, France Arbitrage : Thierry Dentz et Denis Reibel |
| 5 septembre 2015 19h30 | Mikkel Hansen 11    | (14 - 13) | Raphaël Caucheteux 9       | salle de la Trocardière, Rezé, France Arbitrage : Thierry Dentz et Denis Reibel |
| 5 septembre 2015 19h30 | ×2 ×4               | Rapport   | ×3 ×8 ×2*                  | salle de la Trocardière, Rezé, France Arbitrage : Thierry Dentz et Denis Reibel |

* Trois fois deux minutes pour Wissem Hmam et Alexander Lyngaard.
Champion de France en titre et auteur d'un recrutement plus que prometteur à l'intersaison, le Paris Saint-Germain a assumé son statut en remportant son deuxième Trophée des champions consécutif après une victoire difficile face à Saint-Raphaël (29-27). Bousculés par Nantes la veille (30-28), les Parisiens ont eu nouvelle fois eu toutes les peines du monde à s'imposer, avec notamment une fin de match pour le moins accrochée. 
Avant cela, les hommes de Joël Da Silva avaient réussi à tenir tête grâce à l'efficacité de Raphaël Caucheteux (9 buts au total) et à la belle présence d'Alexander Lyngaard au poste de pivot. En face, Noka Serdarušić avait lui décidé de remiser Nikola Karabatic sur le banc durant les 20 premières minutes, laissant Mikkel Hansen (11 buts) et Daniel Narcisse (4 réalisations) assurer le travail sur la base arrière (14-13 à la mi-temps).
Comme la veille, le retour des vestiaires est une nouvelle fois difficile pour Saint-Raphaël. À l'image de la puissance de Luka Karabatic (4 buts), le coup de collier parisien est trop violent pour être maîtrisé par son adversaire qui accuse un retard de 6 buts à l'approche du dernier quart d'heure (25-19, 46e). Mais Joël Da Silva n'a pas dit son dernier mot et met en place une défense 4-2 qui perturbe fortement les Parisiens et permet aux Raphaëlois de récupérer de nombreux ballons. Le SRVHB a la balle d'égalisation à une minute du terme mais la roucoulette de Lynggaard termine sur le poteau d'Omeyer (13 arrêts à 33%) puis, sur jet de 7 mètres, Hansen anéantit les derniers espoirs de Saint-Raphaël.